# Muzeum Polskie w Ameryce

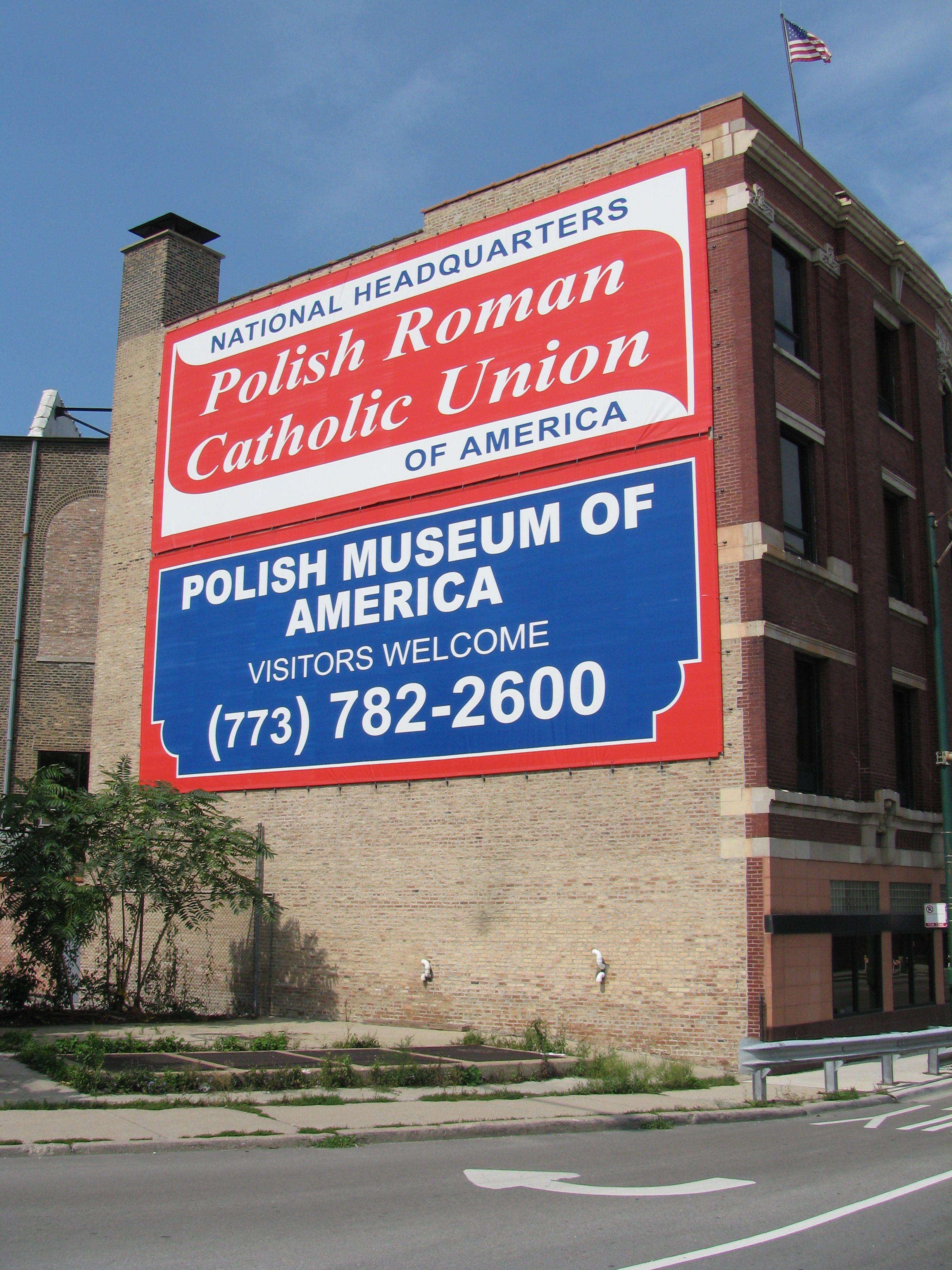
Plakaty na bocznej ścianie budynku muzeum

Muzeum Polskie w Ameryce (ang. The Polish Museum of America) - jedno z najstarszych muzeów etnicznych w Stanach Zjednoczonych, założone w 1935 roku w Chicago, stan Illinois. 

## Historia
Pomysł powstania muzeum pojawił się już w 1928 r., ale ostatecznie placówka została założone w 1935 jako „Muzeum i Archiwa Zjednoczenia Polskiego Rzymsko - Katolickiego w Ameryce” przez Zjednoczenie Polskie Rzymsko-Katolickie. Muzeum mieści się na terenie Trójkąta Polonijnego znajdującego się w samym sercu Polskiego Śródmieścia. Pierwszym kuratorem był Mieczysław Haiman. 
Celem działania placówki jest szerzenie wiedzy o polskiej historii, kulturze i sztuce oraz gromadzenie najcenniejszych elementów polskiego dorobku kulturalnego, dokumentów oraz pamiątek.
Muzeum oferuje organizację wystaw w dodatku do programu kulturalnego, który zawiera literaturę, filmy, prezentacje, przedstawienia teatralne, spotkania ze szkołami oraz ludźmi związanymi z polską kulturą z całego świata.
Jednym z najchętniej odwiedzanych miejsc w muzeum jest sala Ignacego Paderewskiego, która założona została w czerwcu 1941, dzięki datkom jego siostry Antoniny Paderewskiej Wilkońskiej oraz Maksymilianowi Węgrzynkowi, współtwórcy Kongresu Polonii Amerykańskiej, u którego mieszkał Ignacy Jan Paderewski.  Sala zawiera również przedmioty podarowane przez Buckingham Hotel w Nowym Jorku, gdzie Paderewski spędził ostatnie miesiące swojego życia. Izba została oficjalnie otworzona dla zwiedzających 3 listopada 1941. Wiele osób wierzy, że sala ta jest nawiedzana przez ducha samego Ignacego Paderewskiego. Obsługa muzeum odnotowuje incydenty z tym związane, łącznie z relacjami ludzi, którzy uważają, że mieli styczność z duchem Paderewskiego. Dochodzenie w tej sprawie prowadzi Towarzystwo Poszukiwania Duchów.

## Budynek
Muzeum Polskie w Ameryce mieści się na terenie siedziby organizacji "Zjednoczenie Polskie Rzymsko-Katolickie w Ameryce". Budowa w stylu Art déco, według projektu Johna S. Flizikowskiego, architekta polsko-amerykańskiego pochodzenia, rozpoczęła się w lipcu 1912 roku.

## Ważniejsze eksponaty
- fortepian Ignacego Paderewskiego
- sanie podarowane przez Stanisława Leszczyńskiego córce
- rzeźby Stanisława Szukalskiego
- kolekcja oryginalnych rysunków Tadeusza Żukotyńskiego
- płaskorzeźba wykonana z soli pochodzącej z kopalni soli w Wieliczce